# Открытые Балканы
«Открытые Балканы» (алб. Ballkani i Hapur, макед. Отворен Балкан, серб. Отворени Балкан) — экономический и политический союз трёх балканских стран: Албании, Северной Македонии и Сербии. Целями создания союза были провозглашены стремление к увеличению товарооборота между странами и улучшение двусторонних отношений.

## История
Идея «Открытых Балкан» (ранее известных как Мини-Шенгенская зона) возникла в начале 1990-х годов. Этот союз должен был создать общую экономическую зону стран Балканского полуострова, однако в связи с разразившимися югославскими войнами от этих планов пришлось отказаться. В 2018 году в ходе обсуждений в рамках Берлинского процесса премьер-министр Албании Эди Рама предложил вернуться к идее создания такой зоны.

## Члены
Государствами-основателями «Открытых Балкан» являются три страны: Албания, Северная Македония и Сербия.

### Возможное расширение
Возможными членами союза являются Босния и Герцеговина, Черногория, а также Косово.

## Комментарии
1. ↑  Политический статус Косова является предметом споров. Согласно административному делению Сербии, Косово входит в её состав как Автономный край Косово и Метохия. Фактически Косово является частично признанным государством, территория которого Сербией не контролируется.